# Alkylbenzeen

Tolueen is het meest eenvoudige alkylbenzeen.

De alkylbenzenen vormen een stofklasse van organische verbindingen, waarbij op een benzeenring één of meerdere alkylgroepen gestubstitueerd staan. Ze vormen bijgevolg een onderklasse van de aromatische koolwaterstoffen. De meest eenvoudige vertegenwoordiger van de stofklasse is tolueen, waarbij op benzeen een methylgroep gesubstitueerd staat.

## Indeling
Naargelang de substitutiegraad en het type alkylgroep worden de alkylbenzenen ingedeeld in een aantal groepen:
- De BTEX-aromaten: benzeen, tolueen, ethylbenzeen en xyleen
- De methylgesubstitueerde benzenen: hierbij staan enkele methylgroepen op de benzeenring
- De ethylgesubstitueerde benzenen: hierbij staan enkele ethylgroepen op de benzeenring

Verder zijn er ook nog hogere en vertakte alkylbenzenen, waarbij een isopropylgroep (cumeen), tert-butylgroep (tert-butylbenzeen) tot zelfs een dodecylgroep (dodecylbenzeen) als substituent dienen.

## Synthese
De kleine substituenten (methylgroep en ethylgroep) kunnen vlot geïntroduceerd worden op de aromatische ring middels een Friedel-Crafts-alkylering. De alkylgroepen zijn echter elektronenduwende groepen en dus stabiliserende substituenten tijdens de reactie. Het nadeel is bijgevolg dat er overalkylering optreedt (meerdere alkylgroepen worden ingevoerd op één benzeenring). Wanneer hogere alkylgroepen (propylgroep, butylgroep, pentylgroep) worden ingevoerd bestaat daarenboven de kans op omleggingen. Wanneer bijvoorbeeld een n-butylgroep moet ingevoerd worden, dan wordt in de Friedel-Crafts-alkylering uitgegaan van 1-chloorbutaan. Het chlooratoom wordt onttrokken met een complexerend lewiszuur, zoals aluminiumtrichloride of ijzer(III)chloride. Hierbij ontstaat een n-butylcarbokation. Via een omlegging van waterstoffen of alkylgroepen (Wagner-Meerwein-omlegging) kan dit primair carbokation zich stabiliseren tot een secundair (sec-butylcarbokation) of zelfs tertiair (tert-butylcarbokation) carbokation. Dit is uiteraard ongewenst.
Als oplossing voor deze problemen wordt niet uitgegaan van het gehalogeneerde derivaat, maar wel van het acylderivaat. Dit is de Friedel-Crafts-acylering. De carbonylgroep kan daarna vlot worden gereduceerd tot een methyleengroep. Bovendien bestaat er door de elektronenzuigende aard van de carbonylgroep geen kans op overacylering.